# كارل هنريكس
كارل هنريكس (بالألمانية: Carl Hinrichs)‏ هو ممثل ألماني، ولد في 18 سبتمبر 1907 بأولدنبورغ في ألمانيا، وتوفي بنفس المكان في 7 ديسمبر 1967.

## وصلات خارجية
- كارل هنريكس على موقع IMDb (الإنجليزية)
- كارل هنريكس على موقع قاعدة بيانات الأفلام السويدية (السويدية)
- كارل هنريكس على موقع قاعدة بيانات الفيلم (الإنجليزية)